# Robert Hendy-Freegard
Robert Hendy-Freegard (* 1. März 1971) ist ein britischer Hochstapler, Betrüger und wegen versuchter Tötung Beschuldigter, der sich als MI5-Agent ausgab und mehrere Menschen dazu brachte, aus Angst vor Ermordung durch die IRA in den Untergrund zu gehen. 

## Früheres Leben
Er wurde am 1. März 1971 unter dem Namen Robert Freegard in Hodthorpe, einem kleinen Ort nahe Whitwell in Derbyshire, geboren. Ohne einen Schulabschluss absolvierte er eine Lehre als Schreiner. Mit zwanzig Jahren hatte er seine erste feste Beziehung zu einer Frau, die ihn jedoch verließ, nachdem er sie bestohlen hatte. Nach der Trennung stellte er eine Zeit lang seiner ehemaligen Freundin nach und plante deren Entführung und Misshandlung. Dies führte dazu, dass ihn die Polizei festnahm und er sich in der Folge von seiner ehemaligen Freundin fernhalten musste. Später fand er in einer Kneipe in Newport, Shropshire, eine Anstellung als Barkeeper, wo er seine ersten Opfer traf.

## Methoden
Robert Freegard traf seine Opfer bei gesellschaftlichen Anlässen, etwa als Kunden in Gaststätten, in denen er arbeitete, oder bei seiner Tätigkeit als Autoverkäufer. Er offenbarte ihnen gegenüber seine angebliche Rolle als verdeckter Ermittler für den britischen Geheimdienst MI5, den Special Branch oder Scotland Yard. Seine Aufgabe sei die Überwachung der Irish Republican Army (IRA) gewesen.
Auf diese Weise konnte er die Opfer für sich gewinnen, nahm ihnen ihr Geld weg und brachte sie zur Befolgung seiner Anweisungen. Er verlangte von ihnen, ihre Kontakte zu Familie und Freunden abzubrechen. Sie mussten Tests absolvieren, um ihre Ergebenheit zu beweisen, und lebten auf sein Verlangen hin teilweise allein unter schlechten Bedingungen. Fünf Frauen ließ er im Glauben, dass er sie heiraten wolle. Anfangs weigerten sich einige der Opfer, mit der Polizei zusammenzuarbeiten, da Robert Freegard seinen Opfern gegenüber behauptete, die Polizeibeamten seien Doppelagenten oder MI5-Agenten, die weitere Loyalitätstests durchführten.

## Erste Opfer
1992 arbeitete Robert Freegard in der Gaststätte The Swan („Der Schwan“) in Newport, Shropshire. Dort schloss er Freundschaft mit Maria Hendy, Sarah Smith und John Atkinson, die allesamt an der Harper-Adams-Hochschule in Edgmond, Shropshire, Landwirtschaft studierten. 
Zunächst erzählte Freegard John Atkinson, dass er ein verdeckter Ermittler des MI5 sei, der gegen eine IRA-Zelle in der Hochschule ermittle. Er brachte Atkinson dazu, sich zum Beweis seiner Ergebenheit und Härte von ihm schlagen zu lassen. Zudem überzeugte Freegard ihn, sich grotesk an der Hochschule zu verhalten, um dadurch einerseits seine Ergebenheit zu beweisen und zum anderen die Bindung zu seinen Freunden zu verlieren. Später erzählte ihm Freegard, dass seine Deckung aufgeflogen sei und beide sich im Untergrund verstecken müssten. Maria Hendy und Sarah Smith erzählte Robert Freegard, dass John Atkinson an Krebs erkrankt sei. Er konnte die beiden Frauen überreden, ihn und Atkinson auf einer „Abschiedsfahrt“ durch ganz England zu begleiten. Später weihte er auch Maria Hendy und Sarah Smith in seine angeblichen geheimen Tätigkeiten ein. Robert Freegard teilte den Frauen mit, dass sie ihre Kontakte zu ihren Familien abbrechen sollten, da sie bereits aufgrund ihrer Verbindung zu ihm in Gefahr seien. Alle drei zogen nach Sheffield und überließen Robert Freegard ihr gesamtes Geld. Maria Hendy, Sarah Smith und John Atkinson verbrachten dort fünf Monate in einer Wohnung, da Robert Freegard ihnen verbot, das Haus zu verlassen. 
Die Gruppe spaltete sich schließlich auf. Einige nahmen Arbeit auf und gaben noch immer den Großteil ihres Geldes an Robert Freegard. Eine der Frauen wurde seine Geliebte und gebar zwei Töchter. Als sie von anderen Affären Freegards erfuhr und ihn damit konfrontierte, schlug er sie zusammen und drohte sie zu töten. Er sagte ihr, dass sie aus Gründen der Sicherheit mit niemandem darüber reden dürfe.
Robert Freegard überzeugte zudem John Atkinson und dessen Eltern, ihm £300.000 zu geben. Dafür sollte der Mann ein Training erhalten. Tatsächlich ließ er ihn erfundene Aufträge erledigen und manchmal tagelang an verschiedenen Orten auf nicht existierende Treffen warten. 
Letztendlich erzählte Robert Freegard auch seiner Schwester, dass ihn die IRA verfolge, und seine Geschichten fingen an sich aufzulösen.

## Weitere Verführungen
Robert Freegard verführte auch die frisch verheiratete Chefsekretärin Elizabeth Bartholemew, die auf seine Kinder aufpasste. Er erzählte ihr, er gehöre dem MI5 an, und brachte sie dazu, ihre Kontakte zu Familie und Freunden abzubrechen, angeblich damit die IRA sie nicht töte. Zudem machte er von Elizabeth Bartholemew Nacktaufnahmen und drohte ihr, diese Fotos ihrem Ehemann zu geben, wenn sie nicht kooperiere. Elizabeth Bartholemew musste ihren Namen in Elizabeth Richardson ändern und dazu den zuständigen Behörden erklären, dass sie als Kind sexuell missbraucht worden sei.
Zum Test ihrer Ergebenheit musste Elizabeth Bartholemew für einige Nächte im Londoner Flughafen Heathrow und auf Parkbänken schlafen, wobei Hendy-Freegard zeitweise trotz winterlicher Temperaturen ihre warme Jacke konfiszierte. Auch musste sie vorgeben, eine Zeugin Jehovas zu sein, damit die angeblichen Vorgesetzten von Robert Freegard sie heiraten ließen. Zudem ließ Freegard Bartholemew glauben, dass sie unter ständiger Beobachtung stehe und dass einmal ein Scharfschütze ihr Haus überwacht habe. Er brachte Elizabeth zudem dazu, Kredite aufzunehmen. 
Im Jahr 2000 traf Robert Freegard die Anwältin Caroline Cowper, die Kundin bei einem Auto-Vertragshändler in Chiswick, West-London, war. Er half ihr, ein Fahrzeug umzutauschen, steckte die Differenz zwischen den Kaufpreisen ein und verlangte noch mehr Geld. Unter der Behauptung, mit ihr ein Leasing-Geschäft durchzuführen, erhielt Robert Freegard weiteres Geld von Caroline Cowper. Zudem stahl er £14.000 von ihrem Bausparkonto. Die beiden wurden ein Paar und machten in der ganzen Welt Urlaub. Schließlich verlobten sie sich; ihre Familie schritt jedoch gegen die Verlobung ein. Als sie den Leasingwagen nicht erhielt, erzählte Robert Freegard Caroline Cowper, die polnische Mafia habe diesen in Besitz genommen.
Im Jahre 2002 verführte Robert Freegard die US-amerikanische Kinderpsychologin Kimberley Adams mit einer Geschichte, nach der er in ein kriminelles Netzwerk eingeschleust worden sei und einen Kriminellen getötet habe, der ihm mit der Entlarvung gedroht habe. Er erzählte Kimberley Adams, dass er sie heiraten wolle. Dafür verlangte er von ihr, ebenfalls Agentin zu werden und den Kontakt zu ihrer Familie abzubrechen. Auch ihr erlegte er Loyalitätsprüfungen auf und ließ sie ihren Namen ändern. Er drängte Kimberley Adams zudem dazu, ihren Sohn zu töten, und behauptete, den Auftrag bekommen zu haben, sie beide zu töten. Robert Freegard erzählte Kimberley Adams, dass sie in einen Leuchtturm ziehen würden. Als sie sich weigerte, dort zu leben, verlangte er £80.000, um diese angebliche „Ausbildungsgebühr“ an den Staat zurückzuerstatten, mit dem bereits alles arrangiert gewesen sei. Kimberley Adams bekam das Geld von ihrem Vater als Bezahlung für eine angeblich Ausbildung zum Spion. Aus diesem Grund verbrachte Kimberley Adams auch drei Wochen „versteckt“ in einem Badezimmer, in das sie von Robert Freegard eingesperrt wurde.

## Andere Opfer
In einem weiteren Fall überzeugte Robert Freegard den Juwelier Simon Young in Sheffield, Sarah Smith für einige Zeit ein Zimmer zur Verfügung zu stellen. Später versuchte er zudem, Young für „die Organisation“ anzuwerben. Auch schickte er Simon Young zum Zwecke einer Ausbildung auf angebliche Missionen. Beispielsweise schickte er ihn nach London und gab ihm dazu strikte Anweisungen, welche Transportmittel er nutzen sollte, dass er einen Büchsenöffner in einem bestimmten Laden kaufen und er diesen einem bestimmten Mann in einem bestimmten Lokal übergeben sollte. Nach Simon Youngs Rückkehr amüsierte sich Robert Freegard im Übermaß über dessen Berichte von der Fahrt. Simon Young wurde daraufhin misstrauisch und verlangte Robert Freegards Vorgesetzten zu sehen. Doch beim geplanten Treffen erschien niemand.
Als weiteres Opfer überzeugte Robert Freegard die polnische Geschäftsführerin Renata Kister, dass er jemanden beim Auto-Vertragshändler in Sheffield beobachte, und überredete sie, ein teureres Fahrzeug zu kaufen. Er verkaufte das Fahrzeug auf eigene Rechnung und behielt das Geld. Zudem brachte Robert Freegard Renata dazu, für ihn einen Kredit über £15.000 aufzunehmen. Darüber hinaus erbat er wieder ein Zimmer für Sarah Smith, die angeblich unter einem Zeugenschutzprogramm stand. Damit die beiden Frauen nicht miteinander sprachen, erzählte Robert Freegard, dass Sarah Smith Spanierin sei. Diese wiederum wurde angewiesen, so zu tun, als beherrsche sie kein Wort Englisch.
Leslie Gardner in Newcastle, die er in einem Nachtklub kennenlernte, erzählte Robert Freegard, dass er Geld zum Freikaufen von IRA-Mördern benötigte, die nach dem Karfreitagsabkommen freigekommen waren. Sie gab ihm über den Zeitraum von sechs Jahren £16.000. Zudem verkaufte er Leslie Gardners Fahrzeug und behielt wiederum den Erlös.

## Erste Verhaftung und Verurteilung
Im Jahr 2002 organisierten Scotland Yard und das FBI eine Razzia. Zunächst hörte das FBI das Telefon der Eltern der US-amerikanischen Kinderpsychologin ab. Deren Mutter erzählte Robert Hendy-Freegard, sie sei bereit, ihm £10.000 zu übergeben, dies jedoch nur persönlich. Robert Freegard traf die Mutter am Londoner Flughafen Heathrow, wo ihn die Polizei festnahm. Freegard bestritt alle Vorwürfe und behauptete, sie seien Teil einer Verschwörung gegen ihn. Auch im anschließenden Gerichtsverfahren blieb er bei seinen erfundenen Angaben.
Am 23. Juni 2005 wurde Robert Hendy-Freegard nach einer achtmonatigen Gerichtsverhandlung wegen zweifacher Entführung, zehn Diebstählen und achtfachen Betruges verurteilt. Er erhielt am 6. September 2005 eine lebenslange Freiheitsstrafe. Die Polizei bezweifelte, dass alle Opfer entdeckt worden seien.
Robert Hendy-Freegard ging 2007 in Berufung. Die lebenslängliche Gefängnisstrafe wurde widerrufen. 2009 wurde er aus dem Gefängnis entlassen.

## Angriff auf Gendarmen in Frankreich, Flucht und zweite Verhaftung
Am 26. August 2022 versuchte Hendy-Freegard, der inzwischen mit seiner Partnerin Sandra Clifton in der Gemeinde Vidaillat im Département Creuse in Frankreich lebte und dort eine Hundezucht betrieb, sich der Gendarmerie zu entziehen. Er war zuvor bei einer Sanitärkontrolle seines Betriebs von zwei Polizisten aufgefordert worden, ihnen auf die Wache zu folgen. Daraufhin stieg er in sein Auto, fuhr die Polizisten um, wobei sie schwer verletzt wurden, und floh. Am 30. August gab die Staatsanwaltschaft Guéret die Eröffnung eines Ermittlungsverfahrens wegen versuchten Totschlags (Tentative d’homicide) bekannt. Am 2. September 2022 wurde der per europäischem Haftbefehl Gesuchte in Belgien von der Verkehrspolizei Ostflandern auf der Autobahn E 40 in der zur Gemeinde Dilbeek gehörenden Ortschaft Grand-Bigard gestellt und festgenommen. Nach Angaben der Föderalen Polizei hatten Kameras zur automatischen Kennzeichenerfassung seine Ergreifung ermöglicht.

## Liste der Opfer
- Kimberly Adams, Reading, Berkshire
- John Atkinson, Cumbria
- Maria Hendy, Somerset
- Caroline Cowper, London
- Renata Kister, London
- Elizabeth Bartholemew (alias Elizabeth Richardson), Sheffield
- Sarah Smith, Kent
- Simon Young, Doncaster
- Sandra Clifton
- Lesley Gardner, Newcastle

## Rezeption in den Medien
Der Fall um Hendy-Freegard wurde 2005 in einer BBC-Fernsehdokumentation mit dem Titel Der Spion, der mein Leben zerstörte (Originaltitel The Spy Who Stole My Life) dargestellt. Die Autorin der Dokumentation, Kate Snell, schrieb zudem zusammen mit Hendy-Freegards Opfer Sarah Smith deren autobiografischen Bericht Deceived: A True Story (2008, ISBN 978-0752893266).
Die Schriftstellerin Tina Uebel lehnte ihren Roman Die Wahrheit über Frankie (2009, ISBN 978-3-406-59073-3) an Hendy-Freegards Fall an.
2022 veröffentlichte Netflix die Doku-Serie The Puppet Master: Hunting the Ultimate Conman über Hendy-Freegards Betrügereien, die sich über mehr als zwei Jahrzehnte erstreckten. Im Juli desselben Jahres erschien die Filmbiografie Rogue Agent.